# Büssing DE
| Büssing DE                   | Büssing DE                                                               |
| Büssing DE 65 BVG-Wagen 1662 | Büssing DE 65 BVG-Wagen 1662                                             |
| DE                           | DE                                                                       |
| ---------------------------- | ------------------------------------------------------------------------ |
| Hersteller:                  | Fahrwerk und Motor: Büssing AG, Aufbau: Gaubschat, DWM, O&K              |
| Bauart:                      | Doppeldeckerbus                                                          |
| Produktionszeitraum:         | 1965–1974                                                                |
| Achsen:                      | 2                                                                        |
| Leistung:                    | mit Wirbelkammer-Dieselmotor U7 150 PS, mit Direkteinspritzer U7D 156 PS |
| Länge (mm):                  | 11.165                                                                   |
| Breite (mm):                 | 02.500                                                                   |
| Höhe (mm):                   | 4.051, 4.040                                                             |
| Türen:                       | 2 (doppeltbreit)                                                         |
| Treppe:                      | 1 (Mitte)                                                                |
| Sitzplätze:                  | 90, 86 (DES) unten: 37, oben: 53                                         |
| Stehplätze:                  | 8                                                                        |
| Gewicht (kg):                | Leer: 9.100, Gesamt: 15.800                                              |
| Vorgängermodelle:            | Büssing D2U, DF                                                          |
| Nachfolgemodell:             | MAN SD 200                                                               |
| Ähnliche Modelle:            | Büssing Präfekt 26                                                       |

Der Büssing DE ist ein Doppeldeckerbus, der von dem West-Berliner Karosseriebauunternehmen Gaubschat mit Fahrwerkskomponenten von Büssing Mitte der 1960er Jahre für die Bedürfnisse der BVG (West) zum Einsatz im Einmannbetrieb konstruiert und produziert wurde.

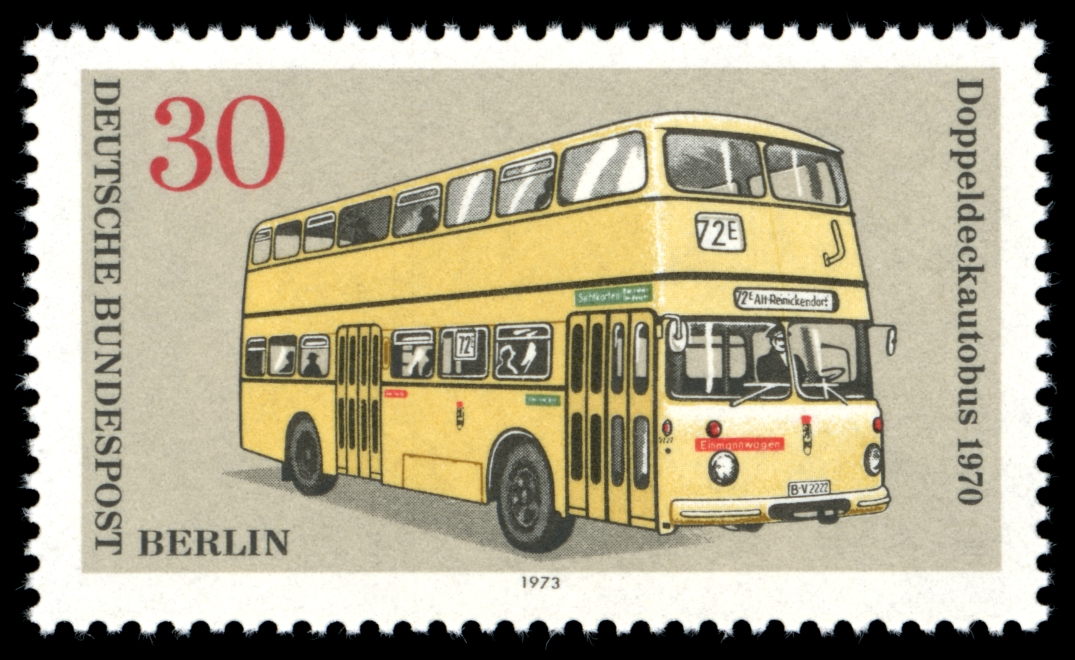
Berliner Briefmarke von 1973

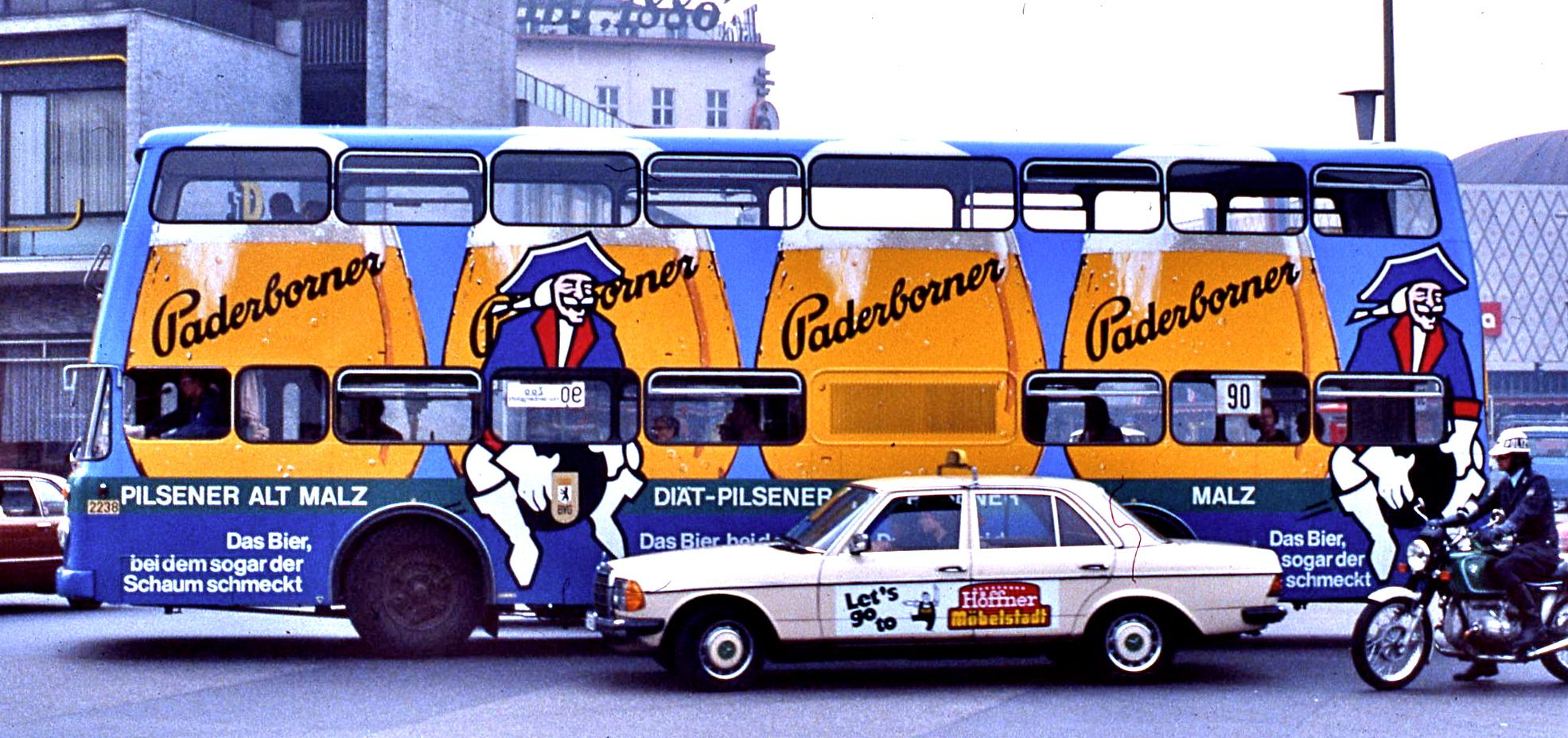
Fahrerseite des DE 70, BVG 2238 mit Vollwerbung, 1977

Der Typ DE gilt als Nachfolger des Büssing D2U bzw. des DF und wurde von 1965 bis 1974 in mehreren, leicht unterschiedlichen Serien von verschiedenen Herstellern für die BVG gebaut. Die Busse des Typs DE besaßen – wie die Vorgänger – einen unterflur angebrachten Dieselmotor von Büssing U 7 mit 150 PS bzw. später U 7 D (mit Direkteinspritzung) mit 156 PS, der hinter dem rechten Vorderrad eingebaut war mit einem angeflanschten (bei den Fahrzeugen der BVG zweistufigen), automatischem Voith-Diwabus-Getriebe (Voith Diwabus 150 U2 (Wagen 1659–1854) oder Voith Diwabus 502-2 (Wagen 2001–2622)). Dieses Getriebe gab den Wagen des Typs DE ein charakteristisches, turbinenartiges „Heulen“ während der Fahrt und ein „Singen“ im Stillstand, das für die DE-Busse typisch war.
Er besaß wie der Typ DF Luftfederung und einen abgesenkten Mittelgang im Unterdeck, damit trotz der geringen Gesamthöhe im Oberdeck ein ebener Fußboden mit einer 2+2 Sitzanordnung entstehen konnte. Wegen des Einsatzes im Einmannbetrieb bekam der Bus gegenüber dem Fahrerplatz einen Zweispur-Einstieg mit einer vom Fahrer bedienten vierteiligen, pneumatischen Drehfalttür und eine ebensolche in Fahrzeugmitte. Letztere wurde bei der Berliner Ausführung mit an den Seiten angebrachten Sperrbügeln ergänzt, die von den aussteigenden Fahrgästen nach außen zu drücken waren, um den Ausstieg freizugeben. Diese Sperre (sog. „Stuttgarter Pendelschranke“) sollte Fahrgäste davon abhalten, die hintere Tür als Einstieg zu benutzen (entweder versehentlich, wie von den älteren Typen gewohnt, oder auch absichtlich, um die Fahrerkasse zu umgehen, und so „schwarz“ zu fahren), und startete nach dem Zurückschwenken durch einen elektrischen Kontakt nach einer gewissen Verzögerung von etwa zwei Sekunden den Schließvorgang der Tür. Erst nach Beendigung des Schließvorganges löste sich (automatisch) die Haltestellenbremse (vorausgesetzt, der Fahrer hatte den Schalter „Haltestellenbremse“ auf der Armaturentafel bereits wieder zurückgelegt („Mitwirkungszwang“)), so dass ein versehentliches Anfahren oder ungewolltes Wegrollen des Wagens mit geöffneter hinterer Tür unmöglich war. Das Öffnen dieser Tür war hingegen nur halbautomatisch, denn auch hierbei war die Mitwirkung (also bewusste Kontrolle) des Fahrers nötig, der über den Schalter „Haltestellenbremse“ nicht nur dem Wunsch zum Öffnen der hinteren Tür nachkam, sondern gleichzeitig auch die Haltestellenbremse elektro-pneumatisch anlegte, so dass hierbei ein versehentliches Öffnen der Tür während der Fahrt nicht möglich war, bzw. rasch zum Stillstand des Wagens führte. Diese Haltestellenbremse war bis dahin in Berlin unbekannt, die Vorgängertypen mussten vom Fahrer an den Haltestellen mit der Fußbremse festgehalten werden.
Diese Pendelschranken waren bei der ersten Bauserie DE 65 noch an einer Mittelstange befestigt. Da dies den Zustieg für Kinderwagen sehr erschwerte, wurde dieser Fehler schnell korrigiert, indem man die Pendelschranken an den beiden Seitenpfosten befestigte und die Mittelstange wegließ. Dennoch waren diese nur nach außen zu öffnenden Schranken während der gesamten Einsatzzeit ein Ärgernis für zusteigende Fahrgäste mit Kinderwagen, weil es oft dreier Personen bedurfte, um den Kinderwagen in den Bus zu bringen. Später bekamen die Fahrzeuge Magnete an den Schranken nachgerüstet. Diese hielten die Schranken nach Betätigung eines Schalters durch den Fahrer geöffnet. Der Bustyp hatte eine zweimal gewinkelte Treppe zum Oberdeck in Fahrzeugmitte auf der linken Fahrzeugseite, die bei den ersten Serien etwas weiter hinten angebracht war als bei den letzten Serien. Diese Änderung bedingte auch eine andere Fensteraufteilung auf der linken Fahrzeugseite. Die ersten beiden Serien (DE 65 und DE 67) waren an breiteren Fensterholmen, an einer erhabenen schwarzen Leiste unter den Fenstern sowie einem geringeren Überstand des Daches über den vorderen Oberdeckfenstern von den Nachfolgeserien zu unterscheiden.
Die Busse für Berlin erhielten von Anfang an einen – für den Einmannbetrieb erforderlichen – Sprechfunk mit von außen sichtbarer, unter dem linken oberen Frontfenster angebrachter Antenne in einem gebogenen Rohr. Bei der BVG gab es je einen Schilderkasten für die Liniennummer und für das Fahrtziel an der Front, die wie die Vorgängerfahrzeuge mit Wendeschildern aus Blech vom Fahrer ausgerüstet wurden. Auch an der Seite und hinten gab es kein Fahrtzielband, sondern innen an den Fenstern befestigte transluzente Kunststoffschilder (rechts für Liniennummer und Fahrtziel, hinten für die Liniennummer). Links hing im Fenster in der Mitte ein Blechschild mit der von innen zu lesenden sog. „Oder-Neiße-Linie“, die Darstellung der Linienführung mit allen durchfahrenen Straßen und Anschlüsse zu anderen Linien.
Das BVG-interne Kürzel DE steht für Doppeldecker-Einmannwagen. Fahrzeuge des Jahrgangs 1968 bildeten hier zeitweilig eine Ausnahme (DES 68). Bei dieser Serie entschied sich die BVG aufgrund eines Überhanges an Schaffnern 1976/1977 von zunächst 80 Wagen und 1978 weitere 55 Wagen mit einem zusätzlichen Schaffnersitz hinter der Längsbank über dem linken Vorderradkasten umzurüsten. Der Fahrgastfluss blieb unverändert von vorn zur Mitte. Diese Wagen wurden bis längstens Frühjahr 1981 auf den letzten Schaffnerlinien eingesetzt. Der Rückbau einiger Wagen zum Einmannwagen begann allerdings schon Ende 1978.
Da bei der BVG (West) versäumt wurde, bereits bei Beginn des – durch die Personalknappheit der 1960er Jahre erforderlichen – verstärkten Einmannbetriebes im Busbereich das Tarif- und Abfertigungssystem weiterzuentwickeln und rechtzeitig an die speziellen Erfordernisse anzupassen (Erhöhung des Zeitkartenanteils, Einführung von Mehrfahrtenkarten und Entwertern), kam es beim Fahrzeugersatz der alten D2U-Schaffnerwagen durch DE-Busse auf den nachfragestarken Hauptlinien zu Schwierigkeiten: Die komplizierteren Abfertigungsvorgänge (Abriss-Fahrscheine aus dünnem Papier und Aufdruck der aktuellen Daten mit Handstempel durch die Fahrer) führten zur Verlängerung der Haltezeiten an den Haltestellen und verhinderten damit einen rationellen Einsatz. Auch nach Beginn des Einsatzes von Entwertern dauerte die Gewöhnung der Kunden und damit die Beschleunigung der Abfertigung noch eine lange Zeit. So wurden ab Anfang November 1968 zunächst einige Busse aus der Serie DE 68 mit umsteckbaren Kassen ausgerüstet, damit konnte ein zusätzlicher Schaffner auf dem Platz direkt hinter dem Fahrer die Fahrgastabfertigung übernehmen. Ab 1973 wurden weitere DE 68 (2001–2159) damit ausgerüstet. Ab März 1976 wurden über hundert weitere DE 68 mit einem festen Schaffnerplatz anstelle der zwei Sitzbänke hinter der vorderen linken Längsbank umgebaut. Diese 135 Wagen starke als DES bezeichnete Unterbauart wurde bis Mai 1981 wieder in normale DE-Einmannwagen zurückgebaut bzw. gleich abgestellt.
Bei einer General- bzw. Großreparatur in der zweiten Hälfte der Einsatzdauer erhielten die Busse der Serie DE 68 eine Dreiha-Zusatzheizung vorn unterhalb der Windschutzscheiben, von außen ersichtlich durch eine Lüftungsöffnung anstelle des vorher dort angebrachten BVG-Wappens. Ausgenommen hiervon waren die Fahrschulwagen (2093–2097, 2099, 2192–2194), weil dieser Platz für die Fahrschuleinrichtung (Pedalerie für den Fahrlehrer) benötigt wurde. Die letzten Serien des DE hattem die Zusatzheizung ab Lieferung.
Beim Wagen 2038 wurde im Herbst 1971 ein Spiegelsystem zur Überwachung des Oberdecks beim Fahrerplatz eingebaut, das das vorher verwendete aufwendige Überwachungssystem mit Fühlern in den Fahrgastsitzen auf dem Oberdeck und Darstellung mit Leuchtbirnchen auf einem Tableau beim Fahrerplatz zur Besetzmeldung ersetzen sollte. Das Spiegelsystem wurde bei den neueren Serien eingesetzt.
Die allerersten zwei Fahrzeuge (bzw. indirekten Prototypen), die vom Typ DE in Dienst gestellt wurden, waren die von O&K gebauten Wagen 1750 und 1751, die der Serie DE 65 zuzuordnen sind. Sie wurden am 30. Oktober 1965 zum ersten Mal auf der „Dreiecks“-Ausflugslinie durch den Grunewald im Fahrgastbetrieb eingesetzt.
Im Laufe der Produktionsjahre wurden die Aufbauten in Details (Breite der Fensterholme, Fensteraufteilung auf der Fahrerseite, Lüftungs- und Heizungsöffnungen, Lage der Treppe zum Oberdeck, Platzierung der Sitzbänke und des Kinderwagenplatzes) geändert.
Die Verteilung der 816 Wagen in das BVG-Nummernschema wurde wie folgt festgelegt:
- DE 65: 1659–1794
- DE 67: 1795–1854
- DE/DES 68: 2001–2200 (2001–2100: O&K; 2101–2150: DWM; 2151–2200: Gaubschat)
- DE 70: 2201–2303
- DE 71: 2304–2330, 2364–2398
- DE 72: 2331–2363, 2399–2445
- DE 73: 2446–2513
- DE 74: 2516–2622

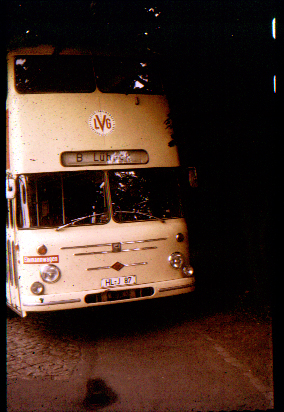
Büssing/O&K DE-Version für die LVG Lübeck

Für die Aufbauten dieses Fahrzeugtyps waren im Lauf der Produktionszeit die Aufbauhersteller Gaubschat, Orenstein & Koppel (O&K) und DWM (zuletzt als Waggon Union) zuständig.
Insgesamt wurden 816 Fahrzeuge für die BVG und neun weitere für die Lübeck-Travemünder Verkehrsgesellschaft (LVG) (Baujahr 1968 und 1972) produziert. 1973 entschied man sich, diesen Fahrzeugtyp aufgrund geänderter EG-Normen durch den neuen, am VÖV-Standard-Linienbus orientierten Typ SD (Standard-Doppeldecker) zu ersetzen. Die nun geforderte erhöhte Antriebsleistung ließ sich bei einem Doppeldeckbus nicht mehr durch einen Unterflurmotor zwischen den Achsen erreichen, so dass dieser – wie die (zu gleicher Zeit wie die DE-Busse entstandenen) von Büssing eigenkarosserierten Typen Senator bzw. Präfekt 25 und 26 – einen Unterflurmotor im Heck erhielt.
Der Linieneinsatz der DE-Baureihe in Berlin endete am 1. Oktober 1987, womit dieser Fahrzeugtyp 23 Jahre lang repräsentativ für den West-Berliner Busverkehr war. Deswegen wurden in den letzten Jahren von der Arbeitsgemeinschaft Traditionsbus Berlin einzelne Exemplare gekauft bzw. übernommen und z. T. in ihren Originalzustand aufgearbeitet.
Die AG Traditionsbus setzt vereinzelt DE-Busse im Linienverkehr auf der Ausflugs-Buslinie 218 durch den Grunewald ein.
Sonst sind Busse des Typs DE nur noch auf Sonderfahrten und Ausstellungen zu sehen.